# 上瑟利什泰亞

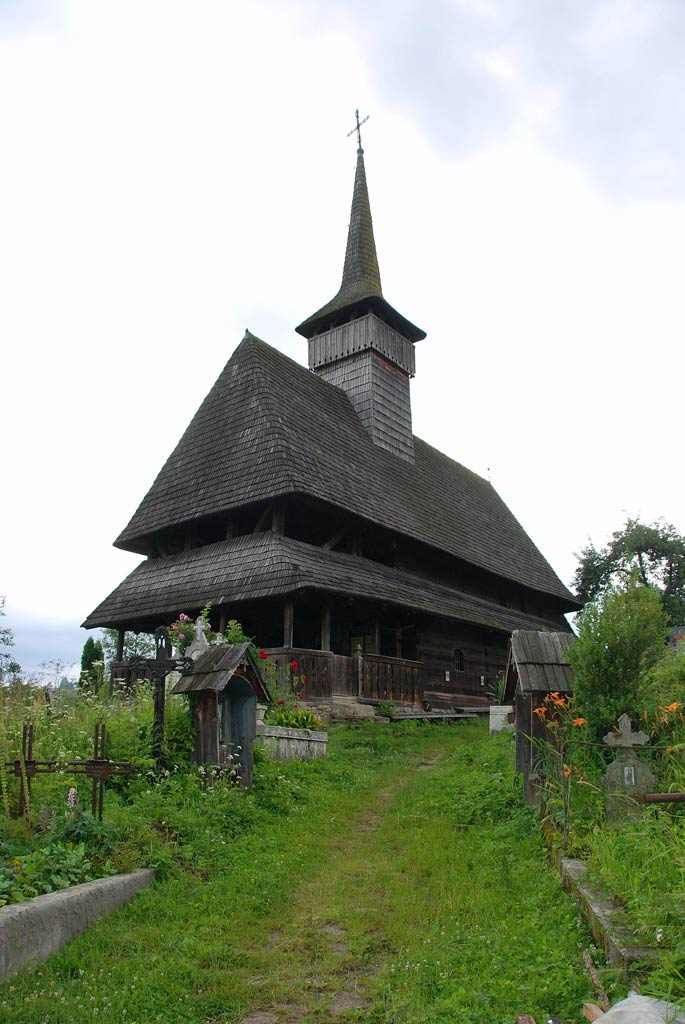

47°39′N 24°21′E / 47.650°N 24.350°E
上瑟利什泰亞（羅馬尼亞語：Săliștea de Sus），是羅馬尼亞的城鎮，位於該國北部，由馬拉穆列什縣負責管轄，面積65平方公里，2011年人口4,893，人口密度每平方公里76人。